# Triple saut sans élan aux Jeux olympiques de 1904
Pour un article plus général, voir Athlétisme aux Jeux olympiques de 1904.
Navigation
Paris 1900
L'épreuve du triple saut sans élan aux Jeux olympiques de 1904 s'est déroulée le 3 septembre 1904 au Francis Field à Saint-Louis aux États-Unis. Elle est remportée par l'Américain Ray Ewry.
Le triple saut sans élan est disputé pour la deuxième et dernière fois dans le cadre des Jeux olympiques.